# フル盤
『フル盤』（フルばん）は、ウルフルズ2枚目のセルフカバー・アルバム。2021年12月15日発売。発売元はJVCケンウッド・ビクターエンタテインメント（現：ビクターエンタテインメント〈二代目〉）。

## 概要
メジャー・デビュー30周年を2022年に控え、『ウル盤』に続く全30曲セルフカバー・アルバムの第二弾。
「フルえるような ウルフルズ興奮の名曲選」がコンセプト。
Blu-ray付初回限定盤、DVD付初回限定盤には、オリジナル・ムービー「ウル盤ザ・ムービー」完全版、渋谷エッグマンで開催された開催された生配"心"ライブ「ウルフルズ ライブ2020 ～ミテクレエブリバディ～」ライブ映像がBlu-rayとDVD用に再編集されて同梱。

## 収録曲

### CD
1. すっとばす(V)
2. ヤング ソウル ダイナマイト(V)
3. 愛撫ガッチュー(V)
4. チークタイム (V)
5. サムライソウル(V)
6. バカサバイバー(V)
7. 事件だッ!(V)
8. 暴れだす(V)
9. サンキュー・フォー・ザ・ミュージック(V)
10. いい女(V)

### Blu-ray・DVD
1. オリジナル・ムービー「ウル盤ザ・ムービー」完全版
2. 「ウルフルズ ライブ2020 ～ミテクレエブリバディ～」ライブ映像